# Ša'ul Gutman
Ša'ul Gutman (hebrejsky: שאול גוטמן) je izraelský politik a bývalý poslanec Knesetu za strany Moledet a Jamin Jisra'el.

## Biografie
Narodil se 9. září 1945 v obci Rechovot. Sloužil v izraelské armádě, kde dosáhl hodnosti majora (Rav Seren). Vysokoškolské vzdělání získal na Technionu a na University of California v Berkeley. Pracoval jako vysokoškolský profesor. Hovoří hebrejsky a anglicky.

## Politická dráha
V izraelském parlamentu zasedl po volbách v roce 1992, do nichž šel za stranu Moledet. Od ní v průběhu volebního období odešel a utvořil novou politickou stranu Jamin Jisra'el (Pravý Izrael). Zasedal v parlamentním výboru práce a sociálních věcí a výboru pro drogové závislosti. Ve volbách v roce 1996 jeho nová strana nezískala mandát.